# Héla Ayed
Héla Ayed (arabe : هالة عياد), née le 3 juillet 1979 à Nabeul, est une actrice tunisienne.

## Biographie
Après avoir obtenu un doctorat en science de gestion en 2007, elle devient assistante permanente à l'Institut supérieur de gestion de Sousse puis maître assistante en marketing à l'Institut supérieur de gestion de Bizerte à partir de 2009. Membre du conseil scientifique de cette dernière institution à partir de 2012, elle est élue cheffe du département « Marketing, management et anglais » en 2017.
En 2008, elle intègre une formation d'actrice au sein d'El Teatro, sous la direction de Taoufik Jebali. Elle fait alors la connaissance d'Abdelhamid Bouchnak qui devient plus tard un partenaire de travail. En 2019, elle obtient le prix de la meilleure actrice pour son rôle dans le feuilleton Nouba de Bouchnak, lors de la première édition des TV Drama Awards organisée par Dar Assabah.

## Théâtre
- 2008 : Manifestou Essourour de Taoufik Jebali[1]
- 2013 : Caillasses de Jean-Luc Garcia[1]
- 2014 : L'Isoloir 2[4]
- 2014 : Klem Ellil, zéro virgule de Taoufik Jebali, en ouverture du Festival international d'Hammamet et en clôture du Festival arabe de théâtre[1]
- 2015 : Femmes de Jean-Luc Garcia, adaptation de Huit Femmes de Robert Thomas[1]
- 2017 : La Jeune Fille et la mort d'Ariel Dorfman (comédienne et metteure en scène)[1],[5],[6],[7]

Elle collabore également avec Moez Gdiri, Naoufel Azara, Ghazi Zaghbeni et Soumeya Bouallegui.

## Filmographie

### Cinéma
- 2016 : Bonbon d'Abdelhamid Bouchnak[1]
- 2018 : Dachra d'Abdelhamid Bouchnak[1]
- 2024 : Aïcha de Mehdi Barsaoui

### Télévision
- 2019 : Nouba d'Abdelhamid Bouchnak, diffusé sur la chaîne Nessma[1],[8]
- 2021 : Kan Ya Makenich d'Abdelhamid Bouchnak : Soumoum
- 2024 : Ragouj d'Abdelhamid Bouchnak : Rosa